# Dara (Mezopotamia)

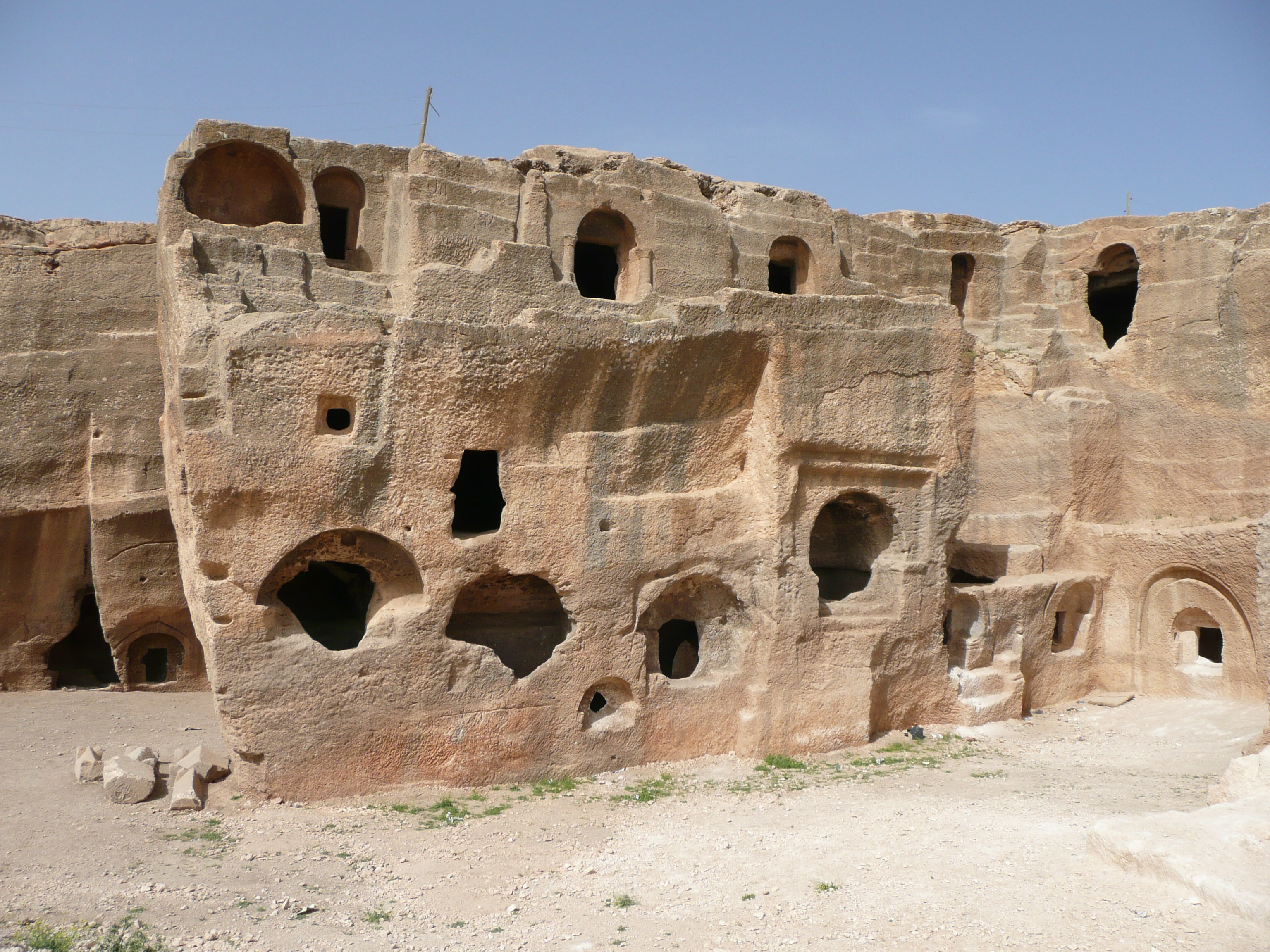
Ruiny nekropolii koło Dary

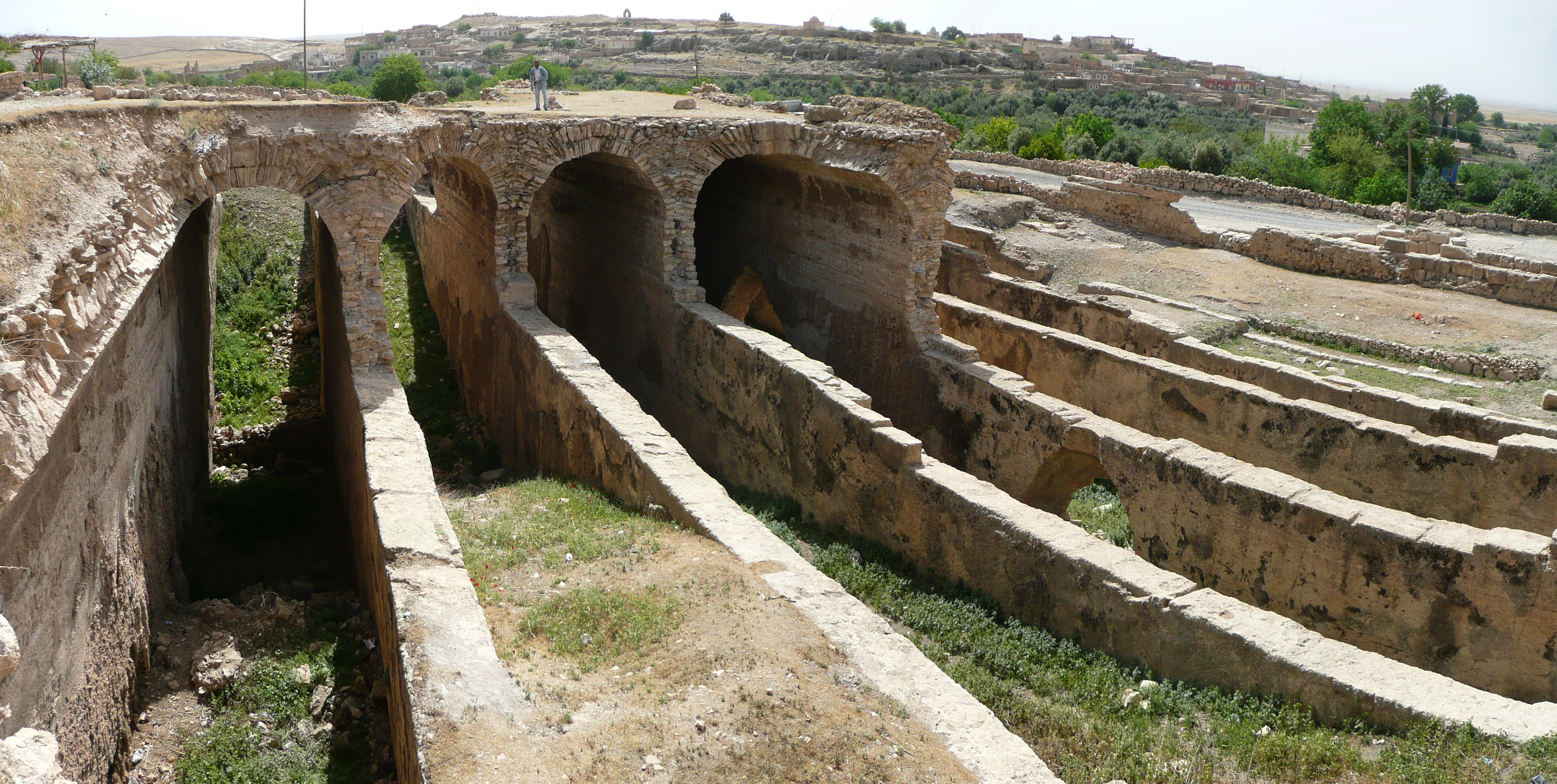
Ruiny cystern na wodę pitną

Dārā także Anastasiupolis – forteca bizantyńska w północnej Mezopotamii, współcześnie stanowisko archeologiczne w południowo-wschodniej Turcji, w prowincji Mardin; także nazwa starożytnego miasta Partów.

## Historia

### Dārā w królestwie Partów
Pierwsze miasto o nazwie Dārā miał założyć pierwszy król Partów Arsakes (247 p.n.e. – pomiędzy 217 a 214 p.n.e.) . Według „Zarysu dziejów powszechnych starożytności na podstawie Pompejusza Trogusa” (łac. Epitoma historiarum philippicarum Trogi Pompei) rzymskiego historyka Justynusa (III w. n.e.), Dārā Partów leżała na ufortyfikowanym terenie, otoczona wysokimi klifami, z dobrym dostępem do wody pitnej . Pompejusz Trogus (I w. p.n.e. – I w. n.e.) uznawał miasto za wielkie osiągnięcie Arsakesa . Dokładna lokalizacja, data założenia miasta, a nawet założyciel miasta nie są bezspornie ustalone . 

### Dārā w Cesarstwie Bizantyńskim
Drugie miasto o nazwie Dārā zostało założone w północnej Mezopotamii przez cesarza Anastazjusza I (ok. 430–518) w 507 roku n.e. , ok. 26 km na zachód od Nisibis i 10,4 km od ówczesnej granicy między Bizancjum a imperium Sasanidów. Było to miasto forteczne, które zostało umocnione za panowania cesarza Justyniana I Wielkiego (panującego w latach 527–565) . Dārā została wzniesiona po klęsce Bizancjum pod Amidą w 503 roku, by zapewnić zaplecze dla armii walczącej z Sasanidami. Kronikarz bizantyński Jan Malalas (ok. 491–578) pisał, że w mieście znajdowały się dwie publiczne łaźnie, kościoły, magazyny zbożowe, cysterny na wodę i pomniki Anastazjusza. Miasto opasywały mury o długości 2,8 km. System dystrybucji i retencji wody miał dla miasta strategiczne znaczenie. Znajdowały się tu dwa osobne kanały – jeden z wodą pitną, a drugi dostarczający wodę do irygacji. Według historyka bizantyńskiego Prokopiusza z Cezarei (ok. 490–561) przez miasto przebiegał kanał podziemny, który zaczynał się niedaleko Resaeny pozbawiając potencjalnego wroga oblegającego fortecę dostępu do wody.
W latach 507–532 Dārā była siedzibą dux Mesopotamiae. Miasto było także ośrodkiem metropolitalnym do XI w.
W 530 roku siły Bizancjum pod dowództwem Belizariusza (ok. 505–565) pokonały tu Persów. Podczas wojny w latach 539–544 Dārā oparła się Persom – w 540 roku miasto zapłaciło armii Chosrowa I za odstąpienie od oblegania miasta i wycofywanie się . Podczas kolejnych walk w latach 70. VI w., miasto było oblegane przez siły perskie przez cztery miesiące i w końcu zostało zdobyte . W 591 roku zostało zwrócone Bizancjum w zamian za wsparcie cesarstwa udzielone Chosrowowi II (zm. 628) w jego walce o tron sasanidzki. W 606 roku, po 18 miesiącach oblegania, miasto ponownie zdobyli Persowie. W 628 roku zostało odbite przez wojska cesarza Herakliusza (ok. 574–641). W 639 roku zostało zdobyte przez Arabów. Miasto upadło w późnym średniowieczu, współcześnie w jego miejscu leży niewielka miejscowość o nazwie Oğuz, wzniesiona z materiałów pozyskanych z historycznych budowli.    

## Stanowisko archeologiczne
Pozostałości dawnej Dāry stanowią stanowisko archeologiczne, gdzie pierwsze prace badawcze zainicjowane w 1986 roku prowadzone były do 1990 roku. Kolejne prace przeprowadzono w latach 2001–2009. Od 2009 roku za badania odpowiedzialne jest muzeum w Mardinie. 
Podczas prac archeologicznych odkryto pozostałości m.in. tetrapylonów, pretorium, katedry oraz systemu zaopatrywania miasta w wodę pitną (zapór, kanałów, cystern i akweduktów). Poza murami Dary odkryto nekropolię oraz pozostałości różnych budowli, m.in. jednej zdobionej mozaiką.